# Новосёловка (Весёловский район)
Новосёловка — хутор в Весёловском районе Ростовской области России.
Входит в состав Верхнесолёновского сельского поселения.

## Население
| 1989 | 2002 | 2010 |
| ---- | ---- | ---- |
| 40   | ↘14  | ↘6   |

## Улицы
На хуторе имеется одна улица: Коллективная.

## Достопримечательности
Рядом с хутором находятся курганы и курганные группы, являющиеся объектами культурного наследия регионального значения.